# WarioWare, Inc.: Mega Party Game$!
WarioWare, Inc.: Mega Party Game$! is een game voor de Nintendo GameCube en werd uitgebracht op 3 september 2004. De speler krijgt in dit deel uit de WarioWare-reeks opnieuw mini-games van Gameboy Advance voorgeschoteld die in vijf seconden tijd moeten worden opgelost.